# Îles Derawan
Les îles Derawan (en indonésien Kepulauan Derawan) sont un archipel de 31 îles situé dans le kabupaten de Berau dans la province indonésienne de Kalimantan oriental, dans la mer de Célèbes, à 2° 15′ N, 118° 25′ E. Les îles principales sont Derawan (2° 17′ 03″ N, 118° 14′ 40″ E), Sangalaki, Kakaban, Maratua, Panjang et Samama. L'archipel comprend également des îlots. Deux des îles sont habitées, Derawan (un village de 1 300 habitants) et Maratua (4 villages, 2 700 habitants). 

## Les Îles
|     | Nom             | Superficie (ha) |
| --- | --------------- | --------------- |
| 1.  | Semut           | 6,9             |
| 2.  | Andongabu       | 5,3             |
| 3.  | Bakungan        | 8,7             |
| 4.  | Bantaian        | 231             |
| 5.  | Besing          | 560             |
| 6.  | Bonggong        | 123             |
| 7.  | Bulingisan      | 4,5             |
| 8.  | Derawan         | 45              |
| 9.  | Maratua         | 2 376           |
| 10. | Nunukan         | 4,8             |
| 11. | Panjang         | 565             |
| 12. | Rabu-Rabu       | 27              |
| 13. | Sangalaki       | 16              |
| 14. | Sangalan        | 3,5             |
| 15. | Sapinang        | 241             |
| 16. | Semama          | 91              |
| 17. | Sidau           | 31              |
| 18. | Tiaung          | 373             |
| 19. | Pabahanan       | 2               |
| 20. | Kakaban         | 774             |
| 21. | Sodang Besar    | 6 146           |
| 22. | Telasau         | 1 080           |
| 23. | Tempurung       | 1 291           |
| 24. | Bilang-Bilangan | 25              |
| 25. | Manimbora       | 2               |
| 26. | Blambangan      | 22              |
| 27. | Sambit          | 18              |
| 28. | Mataha          | 26              |
| 29. | Kaniungan Besar | 73              |
| 30. | Kaniungan Kecil | 10              |
| 31. | Bali Kukup      | 18              |

## Environnement
Les Derawan possèdent notamment 347 espèces de poissons, 222 espèces de coraux, 5 espèces de coquillages géants, 2 espèces de tortues. Certaines des îles abritent les plus importants nids de ponte de tortue verte d'Indonésie.

## Économie
La pêche est une source importante (voir la seule) de revenu pour les habitants. Depuis les années 1990, on pêche le mérou, le napoléon et la langouste.

## Tourisme et transport

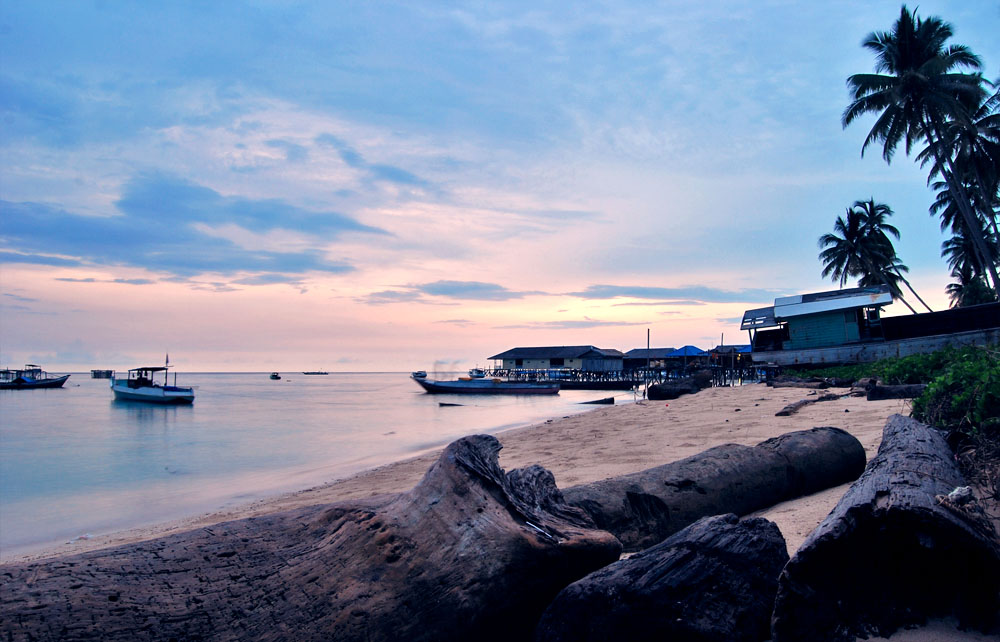
Plage de l'île de Derawan

Les Derawan sont également une destination pour la plongée sous-marine. Pulau Sangalaki et Kakaban sont des îles propices à la plongée et au snorkeling. On peut se loger à bon marché. On trouve également un minigolf.
Sangalaki accueille fréquemment des raies manta.
Les îles Derawan sont à 2 heures de Berau en vedette rapide. Il est également possible de rejoindre Derawan depuis Tanjung Batu (30 minutes de bateau). Le nouvel aéroport de Maratua, avec une piste de 1 400 mètres, a été inauguré en Septembre 2015 par le Ministre de l'Interieur.

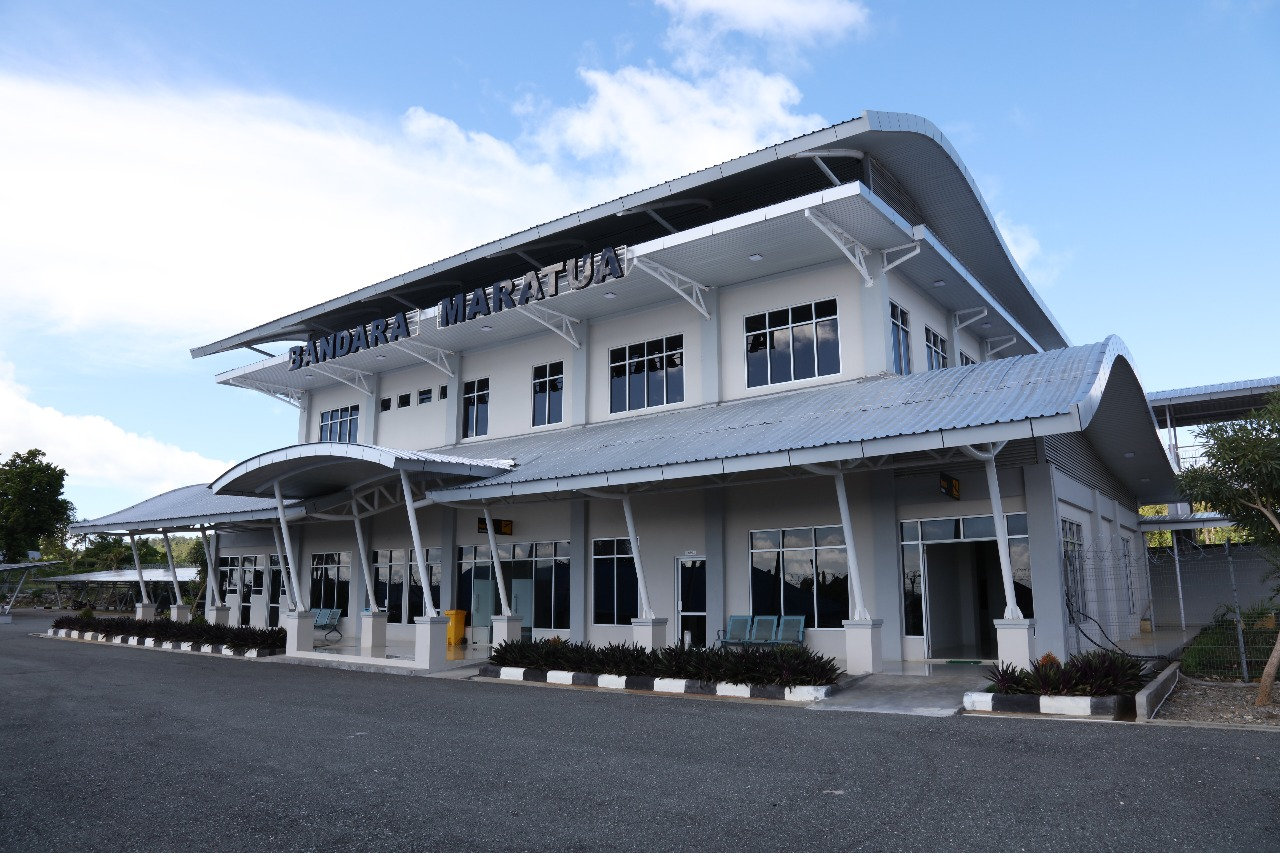
L'aéroport de Maratua